# Sentinella

«Monument al sentinella», una escultura en bronze de Charles Sargeant Jagger (Watts Warehouse (Manchester)

Un sentinella és un guàrdia o guaita militar situat en un lloc d'observació per a protegir un lloc, instal·lacions, material o persones, descobrint qualsevol persona en els voltants; franquejant el pas als portadors d'una clau, impedint els altres i donant l'alarma en cas d'atac o qualsevol altra eventualitat. En la legislació militar espanyola es considera sentinelles aquells militars de la guàrdia que romanen en llocs fixos (usualment en garites) o realitzen curts itineraris de vigilància, en solitari o en grup, però sempre de cara a l'exterior i amb llicència per a l'ús immediat de la seva arma reglamentària en defensa de les ordres rebudes i en defensa del seu lloc. Aquesta normativa destria els sentinelles dels simples vigilants, amb funcions fonamentalment de règim interior, i que tan sols tenen autoritzat l'ús de l'arma en defensa pròpia. Unes altres legislacions militars contenen regulacions substancialment similars. L'etimologia del mot ha estat objecte d'una gran controvèrsia. El terme original sembla l'italià «sentinella», adaptat al francès com a «Sentinelle» (el terme militar modern en francès és «factionnaire», com en alemany és «Fachmann»), i a l'anglès com «sentinel».
Per al vocable italià s'ha suggerit l'origen en el verb «sentire» (sentir, percebre), però hi ha objeccions filològiques a aquesta hipòtesi, i és més plausible la relació amb sentina (sentina, el dipòsit inferior de deixalles i aigües residuals d'un vaixell, figuradament «el més baix, immundícia»). Si es deixa a part l'origen italià, segons concorden la major part de les autoritats, el terme francès suggereix una adequada formació com a diminutiu de «sentier» (sender), del llatí semita, significant apropiadament 'l'avantguarda del guaita'. El mot francès «senteret» (una forma de «sentier») hauria originat el mot anglès «sentry».

## Regles d'actuació
La tasca d'un sentinella militar és vital per a la seguretat de les instal·lacions o llocs vigilats. Per aquest motiu, les seves regles d'actuació estan rígidament especificades en les ordenances i normes militars.

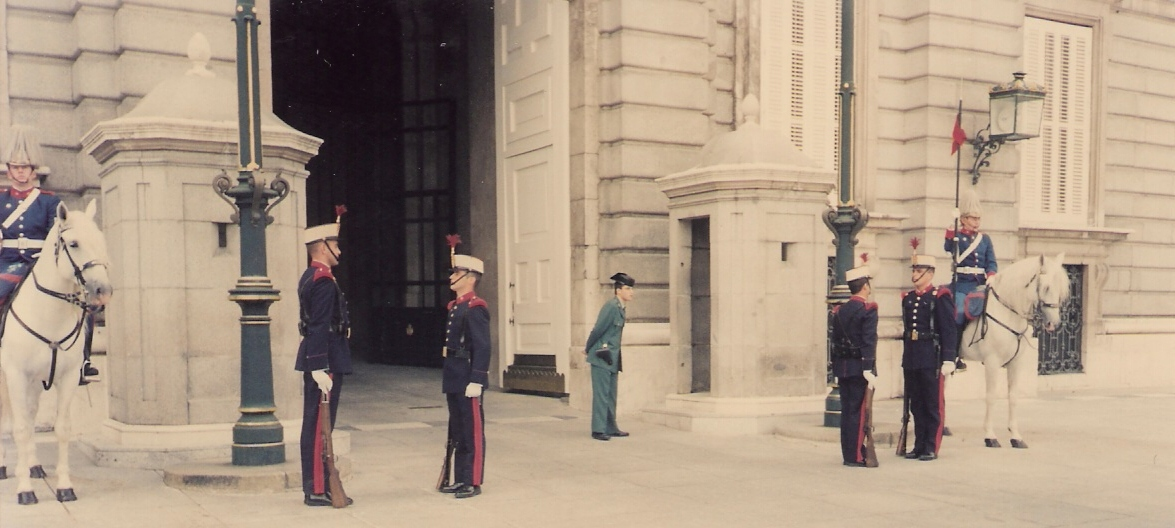
Relleu de sentinelles en les garites d'accés al Palau Reial de Madrid.

Els llocs de guàrdia els assigna el comandant de la guàrdia, que és el militar de major rang a càrrec d'aquesta, però és el cap de guàrdia (o, excepcionalment, un sotsoficial de guàrdia) el qui porta els relleus a cada lloc. El sentinella, mentre és al seu lloc, només atén ordres del seu propi cap de guàrdia, i de ningú més, ni tan sols d'un altre militar de rang superior, ni del comandant de la guàrdia mateix: ni pot ser sancionat per cap falta fins a ser rellevat pel seu terme, ni ha de lliurar la seva arma reglamentària sota cap motiu a una altra persona diferent del seu cap de guàrdia. El primer relleu dels sentinelles després del canvi de guàrdia el coordinen els caps de guàrdia sortint i entrant junts, de manera que ni el sentinella entrant ni el sortint obeeixin a un altre que no sigui el seu propi terme. Totes aquestes prevencions s'estableixen per a evitar que la vital tasca del sentinella sigui neutralitzada per «talps», o alterada per cap ordre fora del conducte reglamentari.
El sentinella no pot abandonar mai el lloc assignat sense ser rellevat pel seu terme. El seu propòsit fonamental és de donar la veu d'alarma quan la situació ho requereixi, així com informar mitjançant el conducte que s'estableixi, i, en qualsevol cas, donant les novetats en el relleu, de tot el que sembli sospitós, infreqüent o estranyi. Ha de mantenir en tot moment l'arma disposada per ser usada, encara que amb les degudes prevencions per a evitar accidents.
La intervenció més compromesa del sentinella es produeix quan s'observa una persona o grup sense identificar que s'apropa al seu lloc. En primera instància ha de donar-li l'alt, amb una expressió com «Alto al sentinella! Qui hi ha?». Si la resposta no és convincent o l'actitud de qui s'aproxima és sospitosa, ha de donar una segona veu d'advertiment («Alto o tret!»), i avisar la guàrdia accionant el sistema d'alarma. Si l'individu o grup tampoc no obeís, creient el sentinella compromesa la seva pròpia integritat o la del seu lloc, el seu deure és d'usar l'arma: el primer tret pot ser a l'aire, a manera d'advertiment final (en temps de pau és habitual que la munició dels sentinelles porti un primer cartutx de fogueig), però l'actuació final ha de ser repel·lir l'agressió de manera efectiva.
És habitual l'establiment d'un «senyal i contrasenya» verbals per a facilitar i fer més eficaç la tasca dels sentinelles. Aquesta clau ha de ser secreta (coneguda exclusivament pels membres de la guàrdia i els militars autoritzats) i canviar diàriament. El sistema consisteix en dos mots: el sentinella, crida «Alto al sentinella! El senyal!» o qualsevol expressió similar. Si el qui s'acosta, sobretot durant la nit o les rondes, al lloc de guàrdia té l'autorització per a fer-ho, s'identificarà i donarà la «senya», a què el sentinella respondrà amb la «contrasenya», de manera que s'assegura el mutu reconeixement. Antigament, a l'origen, hom començava pel nom d'un sant i rebia el nom de ''sant i senya'', format de tres mots (sant, senya i contrasenya). En l'exèrcit espanyol és freqüent l'ús de l'expressió «sant i senya!» per a demanar el senyal, puix que era usual compondre-la del nom d'un sant més un altre terme, com ara «sant Tomàs i oreneta».